# 団優太
団 優太（だん ゆうた、1967年10月19日 - 2006年8月8日）は京都府出身の俳優・歌手。本名︰浜田 訓（はまだ さとる）。血液型はO型。

## 来歴・人物
母は元女優の団令子。父は医師であったが、2歳の時に薬害のスモン病により急死、死別する。
ギター、ピアノを弾きこなし、数百篇以上の詩、数篇の短編小説・シナリオを書く才能や、特技としてカーアクションに自信があるなど、幅広くアーティスティックな能力を持ち合わせていた。
1990年に「シンデレラ・エクスプレス」で映画デビューし、「キモチいい恋したい!」（フジテレビ）でドラマデビューする。1995年3月には中村獅童と「UNIT33」として歌手デビュー。
その後17歳年上の女性と結婚したが、後に離婚、再婚を繰り返した。2003年には母を亡くした。
2006年8月8日白昼、マンションから飛び降り自殺。38歳没。

## 主な出演

### 映画
- シンデレラ・エクスプレス（1990年、キネマスターフィルム） - 岸岡ヒロシ 役
- はいすくーる仁義（1991年、大映） - 陣内玉三郎 役
- 紅色の夢（2002年、東北新社）

### Vシネマ
- 愛物語 第1話「夜をぶっとばせ」（1991年、にっかつ） - 主演・風間 役

### テレビドラマ
- キモチいい恋したい!（1990年、フジテレビ） - 篠崎祐司 役
- ドラマチック22「姉貴の恋人」（1990年11月10日、TBS） - 古庭洸一 役
- ナースステーション（1991年、TBS） - 渋谷幸治 役
- 水曜グランドロマン「傷だらけの旅路」（1991年2月13日、日本テレビ）
- 刑事貴族2 第1話 - 第19話（1991年、日本テレビ） - 繁尾雅人 役
- 東芝日曜劇場・第1815回「家族写真」（1991年12月8日、TBS）
- カネボウヒューマンスペシャル「終の夏かは」（1992年2月18日、日本テレビ）
- ドラマシティ'92「恋人たちのターミナル」（1992年5月7日、読売テレビ） - 純平 役
- もう呼ぶな、海!（1999年2月23日、札幌テレビ放送）

### バラエティ
- 森田一義アワー 笑っていいとも!（1990年7月3日、テレフォンショッキング・フジテレビ）

### CM
- ケンタッキーフライドチキン（1990年）

## ディスコグラフィ

### シングル
- 香水工場／永遠の少年（1995年） ※「UNIT33」名義
  - 光栄「ウイニングポスト2」 イメージソング

## 書籍
- 団優太セーターズ（1991年、日本ヴォーグ社）ISBN 4529021335